# RFU Championship 2009-10
La RFU Championship 2009-10 fue la vigésimo tercera edición del torneo de segunda división de rugby de Inglaterra.

## Primera fase
| Pos. | Equipo                    | Encuentros | Encuentros | Encuentros | Encuentros | Tantos | Tantos | Tantos | PB | Puntos |
| Pos. | Equipo                    | PJ         | PG         | PE         | PP         | F      | C      | Dif    | PB | Puntos |
| ---- | ------------------------- | ---------- | ---------- | ---------- | ---------- | ------ | ------ | ------ | -- | ------ |
| 1    | Bristol Bears             | 22         | 19         | 0          | 3          | 630    | 337    | +293   | 16 | 92     |
| P    | Exeter Chiefs             | 22         | 19         | 0          | 3          | 699    | 360    | +339   | 12 | 88     |
| 3    | London Welsh              | 22         | 14         | 1          | 7          | 483    | 376    | +107   | 9  | 62     |
| 4    | Bedford Blues             | 22         | 12         | 1          | 9          | 581    | 436    | +145   | 9  | 59     |
| 5    | Nottingham RFC            | 22         | 12         | 0          | 10         | 539    | 520    | +19    | 11 | 59     |
| 6    | Cornish Pirates           | 22         | 11         | 1          | 10         | 555    | 463    | +92    | 9  | 56     |
| 7    | Doncaster Knights         | 22         | 10         | 0          | 12         | 394    | 386    | +8     | 8  | 48     |
| 8    | Plymouth Albion           | 22         | 10         | 1          | 11         | 389    | 462    | –73    | 6  | 48     |
| 9    | Moseley RFC               | 22         | 10         | 0          | 12         | 444    | 543    | –99    | 6  | 46     |
| 10   | Rotherham Titans          | 22         | 7          | 0          | 15         | 451    | 520    | –69    | 15 | 43     |
| R    | Coventry RFC              | 22         | 5          | 1          | 16         | 346    | 565    | –219   | 5  | 12     |
| 12   | Birmingham & Solihull RFC | 22         | 0          | 1          | 21         | 293    | 836    | –543   | 4  | -9     |

|  | Clasificados a segunda fase. |

## Segunda fase

### Grupo A
| Pos. | Equipo              | Encuentros | Encuentros | Encuentros | Encuentros | Tantos | Tantos | Tantos | PB | Puntos |
| Pos. | Equipo              | PJ         | PG         | PE         | PP         | F      | C      | Dif    | PB | Puntos |
| ---- | ------------------- | ---------- | ---------- | ---------- | ---------- | ------ | ------ | ------ | -- | ------ |
| 1    | Bristol Bears       | 6          | 5          | 0          | 1          | 189    | 86     | +103   | 4  | 24     |
| 2    | Bedford Blues       | 6          | 4          | 0          | 2          | 154    | 125    | +29    | 4  | 20     |
| 3    | Cornish Pirates     | 6          | 2          | 0          | 4          | 98     | 158    | -60    | 2  | 10     |
| 4    | Plymouth Albion RFC | 6          | 1          | 0          | 5          | 57     | 129    | -83    | 1  | 5      |

|}
|  | Semifinalistas. |

### Grupo B
| Pos. | Equipo            | Encuentros | Encuentros | Encuentros | Encuentros | Tantos | Tantos | Tantos | PB | Puntos |
| Pos. | Equipo            | PJ         | PG         | PE         | PP         | F      | C      | Dif    | PB | Puntos |
| ---- | ----------------- | ---------- | ---------- | ---------- | ---------- | ------ | ------ | ------ | -- | ------ |
| 1    | Exeter Chiefs     | 6          | 4          | 0          | 2          | 181    | 86     | +95    | 4  | 20     |
| 2    | London Welsh      | 6          | 4          | 0          | 2          | 108    | 110    | -2     | 2  | 18     |
| 3    | Nottingham RFC    | 6          | 2          | 0          | 4          | 98     | 141    | -43    | 2  | 10     |
| 4    | Doncaster Knights | 6          | 2          | 0          | 4          | 108    | 158    | -50    | 1  | 9      |

|  | Semifinalistas. |

## Fase final

### Semifinal
| 7 de mayo de 2010 | Bristol Bears | 28 - 15 | London Welsh |  |  |

| 8 de mayo de 2010 | Exeter Chiefs | 37 - 8 | Bedford Blues |  |  |

### Final
| 19 de mayo de 2010 | Exeter Chiefs | 9 - 6 | Bristol Bears |  |  |

| 26 de mayo de 2010 | Bristol Bears | 10 - 29 | Exeter Chiefs |  |  |

| Bandera de Inglaterra |
| Campeón Exeter Chiefs |
| Primer título         |